# KCOV Amsterdam

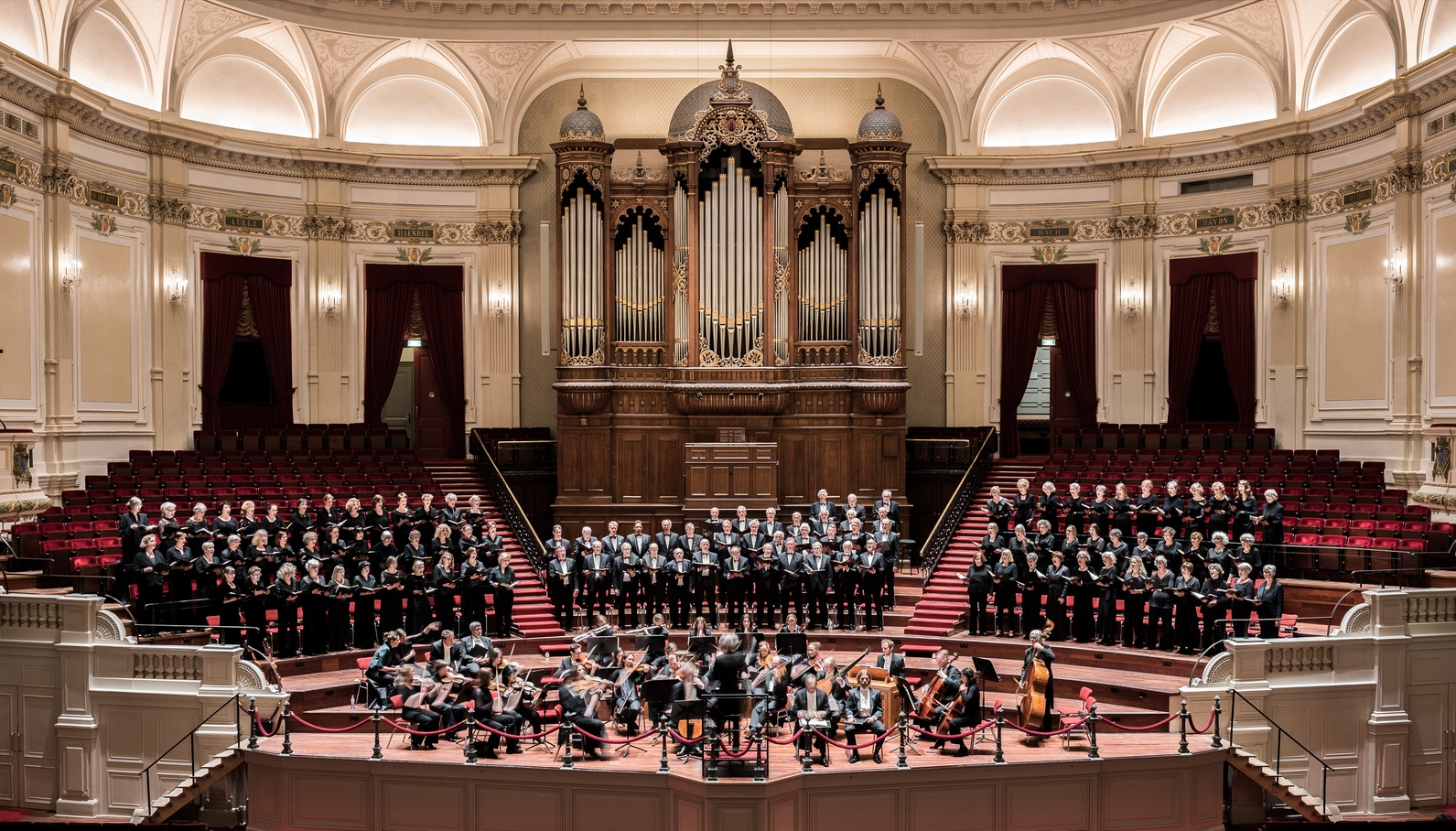
KCOV Amsterdam, Concertgebouw, april 2017

De Koninklijke Christelijke Oratorium Vereniging Amsterdam (K.C.O.V. Amsterdam) is een gemengd koor uit Amsterdam.

## Geschiedenis
Aan het eind van de 19e eeuw bestonden er veel christelijke koren in Amsterdam. Al in 1897 deden drie zangverenigingen een poging om tot een samenwerking te komen: “De Harpe Davids”, “Perseverantia” en “Excelsior” (nu: KCOV Excelsior).
KCOV Amsterdam is op 28 september 1905 opgericht als Christelijke Oratorium-Vereeniging (C.O.V.) met circa 200 koorleden. De aanleiding hiervoor was een uitvoering van 12 kleinere christelijke zangverenigingen op 6 juni 1905 in het Paleis voor Volksvlijt. Het concert was een benefietconcert voor het Christelijk Nationaal onderwijs in Zuid-Afrika. Dat had zoveel succes, dat de wens geboren was een grote oratoriumvereniging op te richten. 
Op 30 november 1905 werd de Koninklijke Goedkeuring op de Statuten aangevraagd, welke op 14 maart 1906 werd verleend. 163 kandidaat-leden meldden zich bij de toenmalige dirigent Johan Schoonderbeek, maar niet iedereen kwam door de selectie. Het eerste concert op 2 mei 1906 – waarbij het stuk Elias werd uitgevoerd van Felix Mendelssohn Bartholdy – was zo succesvol dat het veel nieuwe leden trok. Het koor telde er binnen een jaar 329.

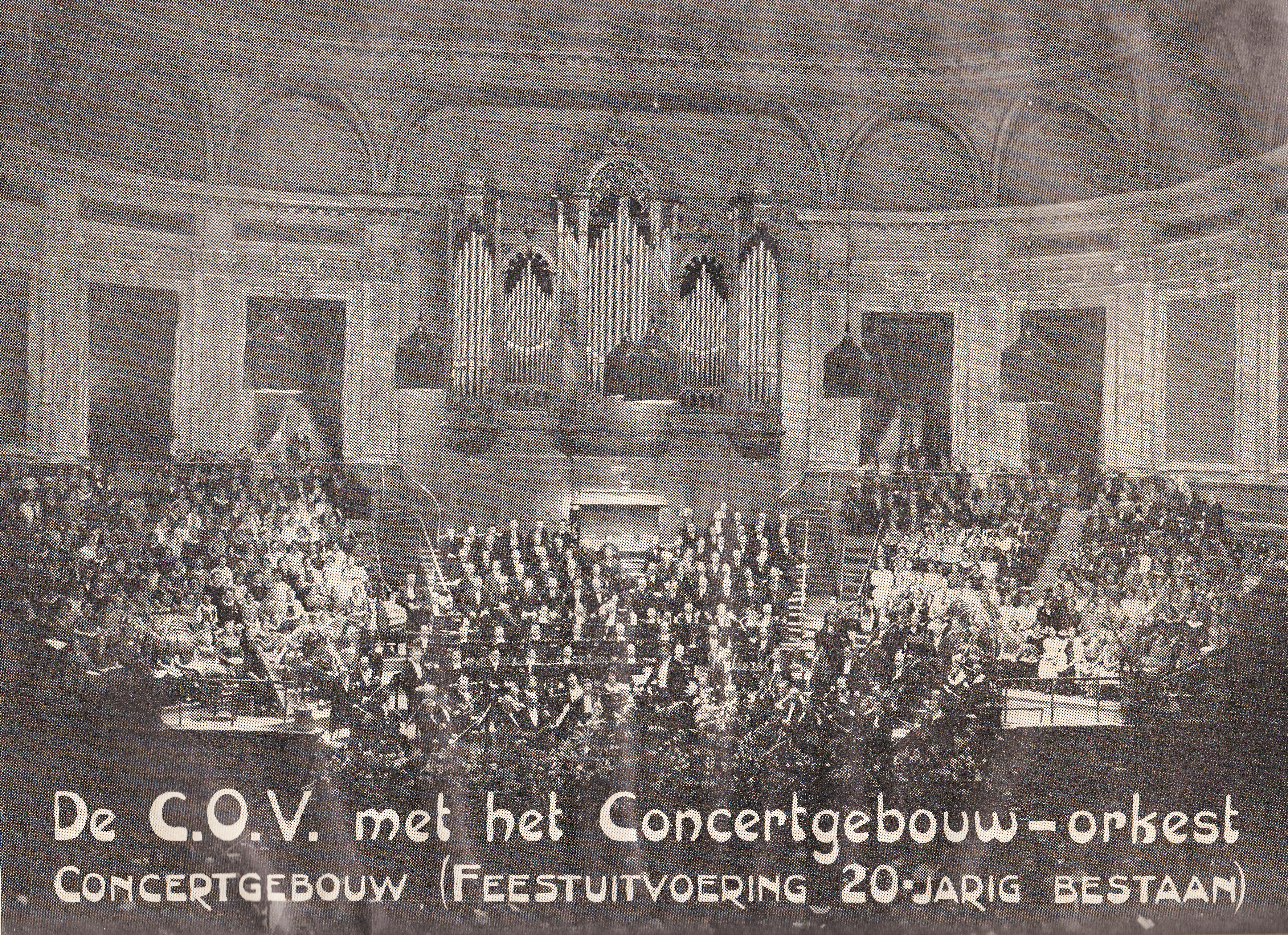
COV Amsterdam, 20-jarig bestaan in 1925

Johan Schoonderbeek (1874–1927) was de drijvende kracht achter de samenwerking en de eerste dirigent van het nieuwe koor; hij was later tevens dirigent van de Nederlandse Bachvereniging en directeur van het conservatorium in Hilversum.
Sinds de toekenning van het predicaat Koninklijk op 26 januari 1931 heet het koor de K.C.O.V. Amsterdam. Toen de toekenning bekend werd gemaakt, hief het koor spontaan het Wilhelmus aan. 
Tijdens de Tweede Wereldoorlog gingen de concerten door, behalve in 1945. Door de coronacrisis werden er ook in 2020 geen concerten gegeven.
Het koor zingt voornamelijk in het Concertgebouw te Amsterdam en wordt na 2000 meestal begeleid door het Het Promenade Orkest. In januari 2020 had het koor 90 leden.

## Concerten
Twee keer per jaar geeft het koor een concert in het Amsterdamse Concertgebouw. Door een repertoirecommissie wordt ver van tevoren een keus gemaakt. Naast de grote werken van Bach, Brahms, Mozart en Verdi worden ook werken gekozen van modernere componisten, zoals Bernstein, Rutter, Poulenc en anderen. Het koor voert voornamelijk grote koorwerken uit: oratoria, missen, passies en requiems, soms aangevuld met kleinere pareltjes uit de muziekliteratuur. 

## Dirigenten, repetitoren en repetitieruimten

### Dirigenten
Het koor heeft sinds de oprichting in 1905 vooral dirigenten gehad die langdurig verbonden waren aan het koor. 
- 1905 – 1924 Johan Schoonderbeek (zie Nederlandse Bachvereniging)
- 1924 – 1944 Hubert Cuypers
- 1944 – 1946 Gastdirigentschappen van George Robert en Jan van Epenhuysen
- 1946 – 1949 André Rieu (sr.)
- 1949 – 1966 Simon C. Jansen
- 1966 – 2006 Martin Kamminga (bij zijn afscheid benoemd tot eredirigent)
- 2006 – heden Frank Hameleers[2]
- 2019 – 2020: Piet Hulsbos (gastdirigent)

### Repetitoren
Repetitoren werden ook wel aangeduid als “accompagnateur”
- Voor de Tweede Wereldoorlog:
  - 1905 – 1912 S.J. Postma
  - 1912 – 1913 Marcel de Bruin
  - 1913 – 1922 Hendrik van Beek en Anton van der Horst
  - 1922 – 1930 Willem Doortmont

- Na de Tweede Wereldoorlog:
  - Aziel Wagenvoort, Deborah Land en anderen
  - 1990 – 2006 Jurrien Zaagman
  - 2006 – 2016 Matthias Havinga
  - 2016 – heden Hans van Beelen[3]

### Repetitieruimten
- 1905 – 1907 Patrimonium, Amsterdam (Nwe Heerengracht 95)[4]
- 1907 – 1910 Gebouw Plancius, bij Artis, Amsterdam
- 1910 – 1950 Frascati, aan de Nes, Amsterdam
- 1950 – 1985 Aula van de Gerrit van der Veen – Scholengemeenschap, Amsterdam
- 1985 – 2008 Aula van het Vossius Gymnasium, Amsterdam
- 2008 – 2022 Pelgrimskerk in Buitenveldert, Amsterdam
- vanaf 2022  de Goede Herder Kerk in Buitenveldert

## Enkele solisten
Aafje Heynis; Maria Fiselier.